# Jules Beck

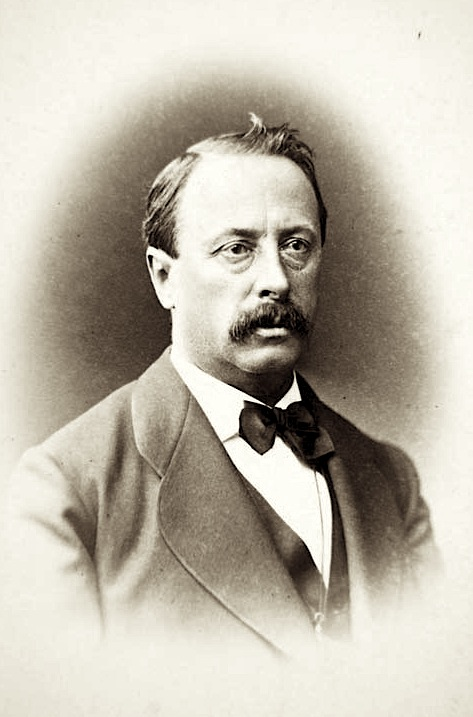
Jules Beck

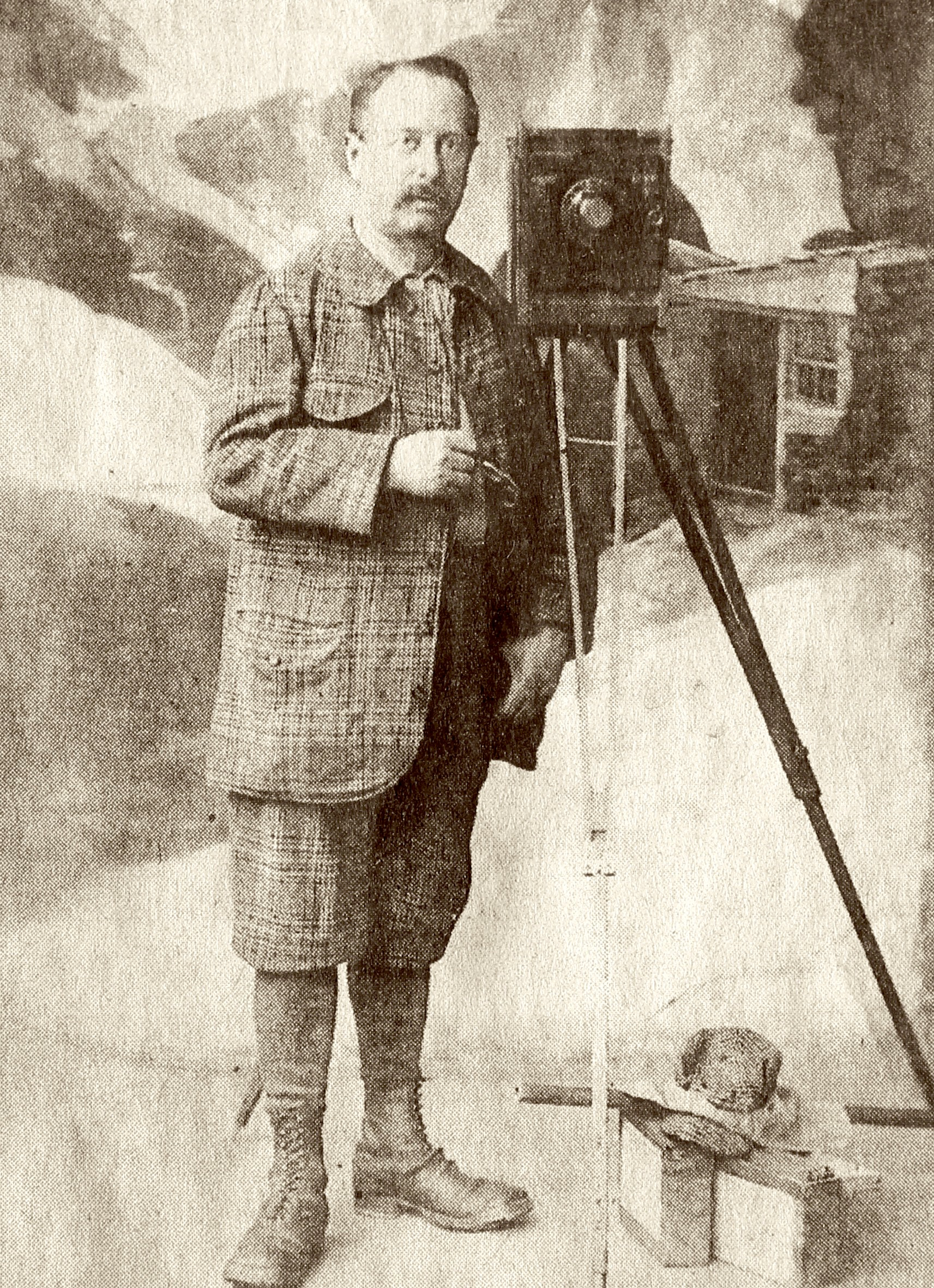
Jules Beck im Hochgebirge, um 1885

Jules Maurice Beck (* 20. Juni 1825 in Biel; † 16. Januar 1904 in Strassburg) war ein Schweizer Hochgebirgsfotograf.

## Leben
Jules Beck wuchs als ältester Sohn des Gymnasiallehrers Maurice Beck und der Elsässerin Julie Boeckel in Biel und Bern auf. Nach einer kaufmännischen Lehre in Vevey trat er 1845 in eine Mercerie in Strassburg ein, die im Besitz der Familie seiner Mutter war. 1876 verliess Beck die Firma und widmete sich fortan hauptberuflich der Fotografie. Die Ehe mit seiner Frau Louise war getrennt worden, vermutlich wegen Kinderlosigkeit.
Beck gehörte zu den Ersten, die auf Höhen über 4000 Meter fotografierten. Er war einer der ersten Anwender von Trockenplatten, was das Gewicht seiner Fotoausrüstung auf 15 Kilogramm reduzierte.
Seine ersten Aufnahmen aus dem Hochgebirge stammen aus dem Juli 1866 von knapp unterhalb des Gipfels des Wetterhorns. Sie missrieten allerdings wegen Überbelichtung, zudem waren sie verwackelt. 1876 gelangen Beck erste Fotografien der Dufourspitze. Aufsehen erregten auch Aufnahmen vom Gipfelgrat des Mönchs und der Jungfrau. Seine Bilder zeigen zudem Berghütten und Hotels, die es heute nicht mehr gibt wie etwa das alte Hotel Riffelalp in Zermatt oder die doppelstöckige Cabane de Panossière von 1883 im Val de Bagnes.
Bei allen Entbehrungen legte Beck Wert auf gutes und reichhaltiges Essen. Das sei, wie er gerne versicherte, das beste Mittel gegen die Höhenkrankheit.
Seine Bilder wurden in der Gartenlaube, in Heften des SAC und anderen Alpenzeitschriften veröffentlicht. An der  Schweizerischen Landesausstellung in Zürich stellte er seine Werke aus.  Auch hielt er zahlreiche Vorträge, deren Manuskripte erhalten sind.
Sein Lebenswerk von rund 1200 Aufnahmen wird im Schweizerischen Alpinen Museum in Bern aufbewahrt. Das Schweizerische Alpine Museum in Bern widmete vom Oktober 2010 bis September 2011 dem Schaffen Becks eine Sonderausstellung.

## Bilder

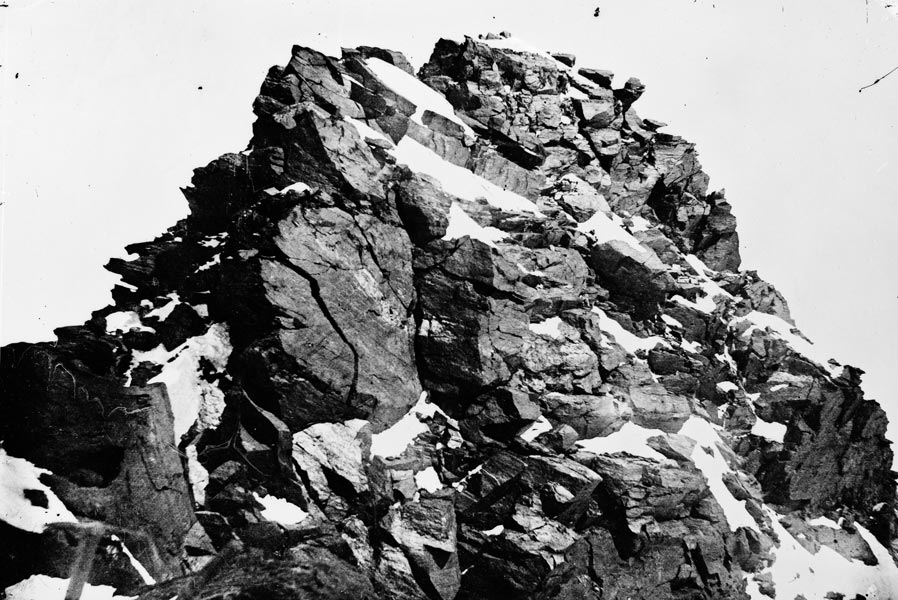
Dufourspitze 1867
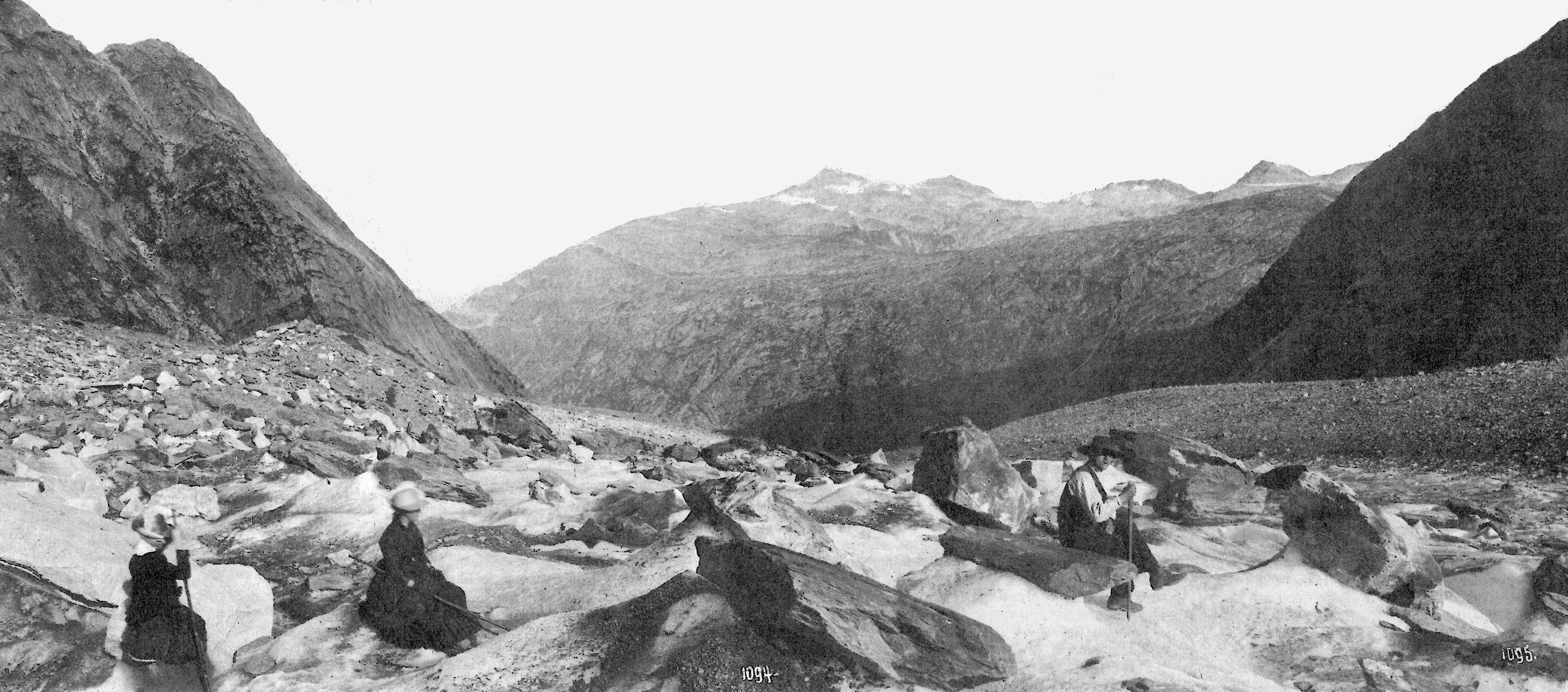
Unteraargletscher 1889
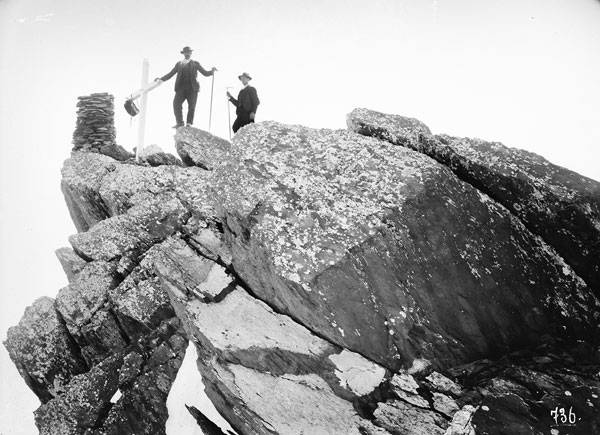
Dents du Midi 1883
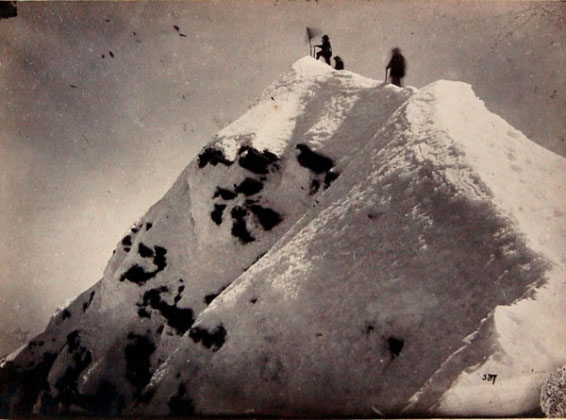
Jungfrau-Gipfel, 1878

## Werke
- Über Photographie in höheren Alpenregionen. In: Jahrbuch Schweizerischer Alpenclub, Bern 1867.
- Eine Campagne im Hochgebirge. In: Neue Alpenpost, Zürich 1878, Band VIII.